# フレンズ (髙橋真梨子の曲)
「フレンズ」は、1998年10月21日に発売された髙橋真梨子の29枚目のシングルである。

## 解説
- テレビ朝日系ドラマ『はみだし刑事情熱系』（第3シリーズ）主題歌。
- 2017年のベスト・アルバム『Dramatic Best』には初期歌詞で新録されたバージョン（Prelude version）がボーナストラックとして収録された。

## 収録曲
- 全曲作詞：髙橋真梨子、編曲：大森俊之

1. フレンズ
作曲：鈴木キサブロー
2. Come Prima 〜出逢った頃のように〜
作曲：松田良
3. フレンズ（オリジナル・カラオケ）
4. Come Prima 〜出逢った頃のように〜（オリジナル・カラオケ）